# Гудзь Микола Опанасович
Микола Опанасович Гудзь (13 березня 1945, Київ, Українська РСР — 27 травня 2005, Київ, Україна) — радянський і український кіноактор. Член Національної спілки кінематографістів України.

## Біографія
Закінчив акторський факультет Київського державного інституту театрального мистецтва ім. І. Карпенка-Карого (1969). З 1969 р. працював на Київській кіностудії ім. О. П. Довженка, де знявся в безлічі фільмів. Грав в таких фільмах, як «Совість» (Ріхтер), «Море у вогні» (Красносельський), «Кам'яний господар» (лицар), «Не віддавай королеву» (інженер), «Не плач, дівча» (батько Світлани), «Без року тиждень» (Нестеренко), «І завтра жити» (Лазебник), «Чехарда» (Євгеній Семенович Налівін), «Зона» (Антип Радобужний), «Золоте курча» (Старший Борсук). У 1996—1999 роках був відомий як один з акторів гумористичного «Шоу довгоносиків», де грав декілька ролей, наприклад, роль бармена, що ненавидить старі анекдоти і тих, хто їх розповідає.

## Фільмографія
Знявся у фільмах:
- 1968 — «Совість» (Ріхтер),
- 1970 — «Море у вогні» (Красносельський),
- 1971 — «Камінний господар» (лицар),
- 1974 — «Поцілунок Чаніти» (епіз.),
- 1974 — «Біле коло» (епізод),
- 1975 — «Як гартувалась сталь» (2 сер.),
- 1975 — «Не віддавай королеву» (Андрій Петрович (інженер))
- 1975 — «Переходимо до любові»
- 1976 — «Не плач, дівчино» (батько),
- 1977 — «Нісенітниця (фільм)» / рос. «Сапоги всмятку» (епіз.),
- 1977 — «Тачанка з півдня» (епіз.),
- 1977 — «Танкодром» (епіз.),
- 1978 — «За все у відповіді» (2 сер. м'ясник — роль озвучив актор Павло Морозенко)
- 1978 — «Незручна людина»
- 1979 — «Сімейне коло»
- 1981 — «Жінки жартують серйозно» (епіз.),
- 1981 — «Два дні на початку грудня»,
- 1982 — «Грачі» (свідок),
- 1982 — «Снігове весілля» (льотчик),
- 1982 — «Без року тиждень» (Нестеренко),
- 1983 — «Житіє святих сестер» (епіз.),
- 1982 — «Украдене щастя» (епіз.),
- 1982 — «І ніхто на світі...» (епіз.),
- 1986 — «Звинувачується весілля»,
- 1987 — «І завтра жити» (Лазебник),
- 1987 — «Голий»
- 1987 — «Чехарда» (Євгеній Семенович Налівін),
- 1988 — «Дама з папугою»,
- 1988 — «Зона» (Антип Радобужний),
- 1988 — «Фантастична історія»,
- 1989 — «Етюди про Врубеля»,
- 1990 — «Імітатор»,
- 1993 — «Вперед, за скарбами гетьмана!»,
- 1992 — «Чотири листи фанери»,
- 1993 — «Заручники страху» (Мішель де Варньє (аптекар)),
- 1993 — «Золоте курча» (Старший Борсук)
- 1996 — «Judenkreis, або Вічне колесо» (епізод)

та інші фільми…

### Ролі на телебаченні
- 1996—1999 — Шоу довгоносиків

## Нагороди
Нагороджений медалями.